# 山内僑子
山内 僑子（やまのうち きょうこ、1月19日生まれ）は、日本の女優、モデル、歌手。東京都出身。元銀プロダクション所属、現在はフリーランス。

## 来歴
5歳よりボーカルを始めた経験から芸能活動を始める。歌手の亀渕友香に師事し、ライブ公演を中心とした音楽活動に積極的に取り組む。テレビや舞台、モデルとして着物ファッションショーなどにも参加している。

## 趣味・特技
- 押し花ケース作り
- ボイストレーナー
- カウンセリング
  - メンタル心理アドバイザー、メンタル心理ミュージックアドバイザー、音楽療法カウンセラー、心理カウンセリングの資格を取得し活動[2]
- ボイスエクササイズトレーナー[3]

## ディスコグラフィ

### シングル
| #   | 発売日         | タイトル         | 規格                   |
| --- | -------------- | ---------------- | ---------------------- |
| 1st | 2022年9月23日  | 涙               | デジタル・ダウンロード |
| 2nd | 2023年12月30日 | シンギュラリティ | デジタル・ダウンロード |
| 3rd | 2024年5月15日  | Fearless         | デジタル・ダウンロード |

## 出演

### ライブ
| #  | 日程            | タイトル                                                                             | 会場                      | 出演者 |
| -- | --------------- | ------------------------------------------------------------------------------------ | ------------------------- | --- |
| 01 | 2009年9月19日   | ROCK＆BLUES Vol.4                                                                    | 渋谷ALIVE HOUSE           | 川原慎之介(Vo.Gt)、古谷圭介(Ba)、間中健(Gt)、 岸田修治(Key)、雑賀泰行(Dr)、山内僑子（Guest Vo）            |
| 02 | 2009年11月8日   | Valois Voix & Best Voice presents…                                                   | 池袋RUIDO K3              | さとうようこ/Kuulei/成瀬晃一/青炎/内山あけみ /みやあかね/山内僑子/O3/SINKAI/利根川ちひろ/@TNO              |
| 03 | 2009年12月5日   | ALIVE HOUSE企画イベント                                                              | 渋谷ALIVE HOUSE           | 冨永理恵子/Tack/山内僑子                                                                                   |
| 04 | 2010年1月9日    | 新春LIVE〜Solo Artist Day〜                                                          | 渋谷ALIVE HOUSE           | 理恵、山内僑子                                                                                             |
| 05 | 2010年2月12日   | 海老原靖也とブルートレイン Vol.1                                                     | 大井町ライブハウス428     | 海老原靖也(Ds & Leader)、寺島優樹(Pf)、落合康介(Ba)、 金丸俊史(Gr)、山川裕之(Ts)、あゆこ(Vo)、山内僑子(Vo) |
| 06 | 2010年2月13日   | 渋谷ALIVE HOUSE 5周年突入記念LIVE                                                    | 渋谷ALIVE HOUSE           | |
| 07 | 2010年5月29日   | JAZZ&フュージョンLive                                                                | 渋谷ALIVE HOUSE           | |
| 08 | 2010年9月18日   | 初生演奏 衝撃的な出会いの巻                                                          | 渋谷ALIVE HOUSE           | |
| 09 | 2010年10月16日  | 僑子のLIVEのお誘い Volume.1                                                          | 渋谷ALIVE HOUSE           | |
| 10 | 2010年10月31日  | 僑子のLIVEのお誘い Volume.2                                                          | 東中野 カフェ・ド・リョン | |
| 11 | 2010年11月20日  | 僑子のLIVEのお誘い Volume.3                                                          | 渋谷ALIVE HOUSE           | |
| 12 | 2010年11月26日  | 大人のためのライブ フライデイジャズナイトへのお誘い                                  | 大井町ライブハウス428     | 金丸俊史(Gt)、都築学(Ds)、北島直樹(Pf)、伊藤久之(Eb)、 川崎敦史(Sax)、浜田ゆき(Vo)、琴音(Vo)、山内僑子(Vo) |
| 13 | 2010年12月10日  | Best Voice & Valois Voix presents… クリスマスライブ2010                              | 池袋RUIDO K3              | 森美夏(Key)、岡本雄矢(Ba)、鈴木光貴(Gt)、 西川(Dr)、山内僑子(Vo)                                           |
| 14 | 2010年12月23日  | 「Sin kai」live                                                                      | 六本 alive                | 森美夏(Key)、山内僑子(Guest Vo)                                                                            |
| 15 | 2011年1月8日    | 新春LIVE 2011                                                                        | 渋谷ALIVE HOUSE           | |
| 16 | 2011年1月15日   | 新春JAZZ SPECIAL                                                                     | 学芸大学Asian Café        | |
| 17 | 2011年1月28日   | 新春アニソンカーニバル                                                               | 宮地楽器神田店Zippal Hall | 涼森ゆき/森美夏(Key)、岡本雄矢(Ba)、 海老原諒(Dr)、鈴木光貴(Gt)、山内僑子(Vo)                              |
| 18 | 2011年2月6日    | アラカルトな夜 〜Jazzありpopsありアニソンありピアノソロあり〜                        | 学芸大学Asian Café        | 森美夏(Key)、岡本雄矢(Ba)、山内僑子(Vo)                                                                    |
| 19 | 2011年2月11日   | Acoustic Supernova #37                                                               | 秋葉原 Akiba Dress Hall   | 北西/真理/山内僑子・三木晶/るなてぃっく07                                                                  |
| 20 | 2011年3月5日    | 「タイトル未定」ライブ                                                               | 新宿SACT                  | 野田順子 (Vo)、中里真美(Vo)、山内僑子(Vo)、 雑賀泰行(Dr)、島田貴斗(Ba)、堀崎翔(Gt)、瀧田敏広(Key)          |
| 21 | 2011年5月1日    | MESAR HAUS SPRING LIVE 2011                                                          | 原宿ASTROHALL             | |
| 22 | 2011年5月2日    | For You 心機一転心をこめて                                                           | 学芸大学Asian Café        | 山本佳祐(Pf)、山内僑子(Vo)                                                                                 |
| 23 | 2011年5月20日   | 五月晴れの夜に 〜第一夜&第二夜 @bye bye mille〜                                      | 原宿mille                 | |
| 24 | 2011年6月4日    | Lady’s vocal night                                                                   | 学芸大学Asian Café        | 保坂修平(Pf)、金森もとい(Ba)、夏川陽子(Vo)、 山内僑子(Vo)                                                  |
| 25 | 2011年6月15日   | NOMAD presents 心魂 Vol.4                                                            | 代官山NOMAD               | Loop/沙羅利男/なすきち/プライベート・ジュネス/ 山内僑子(Vo)&山本佳祐(Key)                                  |
| 26 | 2011年6月18日   | 昼下がりのシャンソン ボンジュールコンサート                                          | 東中野 カフェ・ド・リョン | Miwa/岩元ガン子/山内僑子/上里知己                                                                          |
| 27 | 2011年8月11日   | ちょっと大人のアニソン                                                               | 代官山NOMAD               | 山本佳祐(Key)、山内僑子(Vo)                                                                                |
| 28 | 2011年10月1日   | MESAR HAUS AUTUMN LIVE 2011                                                          | 原宿ASTROHALL             | |
| 29 | 2011年10月7日   | 新境地へ                                                                             | 代官山NOMAD               | 山本佳祐(Key)、櫻井純気(Key)、山内僑子(Vo)                                                                 |
| 30 | 2011年11月3日   | 秋の夜長に                                                                           | 代官山NOMAD               | 山本佳祐(Key)、山内僑子(Vo)                                                                                |
| 31 | 2011年12月24日  | 居場所を求めて                                                                       | 代官山NOMAD               | 山本佳祐(Key)、山内僑子(Vo)                                                                                |
| 32 | 2012年2月17日   | 2012ゲストを迎え 元気ライブ                                                          | 代官山NOMAD               | 山本佳祐(Key)、山内僑子(Vo)                                                                                |
| 33 | 2012年6月2日    | 自分を見つめて                                                                       | 代官山NOMAD               | 山本佳祐(Key)、山内僑子(Vo)                                                                                |
| 34 | 2012年7月28日   | Miiya Café 10th Anniversary Event 夏祭り!! 〜赤・青・黄色 夜空に咲き乱れる花火の華〜 | 銀座Miiya Café            | HARU(Pf)、山内僑子(Vo)                                                                                     |
| 35 | 2012年9月8日    | 響…あなたのもとへ                                                                    | 代官山NOMAD               | 飯塚(Key)、山内僑子(Vo)                                                                                    |
| 36 | 2012年10月13日  | 輝き vol.1                                                                           | 代官山NOMAD               | 富永有里乃(Key)、山内僑子(Vo)                                                                              |
| 37 | 2013年1月26日   | 輝き vol.2                                                                           | 銀座Miiya Café            | 五十嵐美香(Key)、大塚賢(Sax)、山内僑子(Guest Vo)                                                           |
| 38 | 2013年5月11日   | 祈り                                                                                 | 代官山NOMAD               | 五十嵐美香(Key)、山内僑子(Vo)                                                                              |
| 39 | 2013年8月3日    | 旅立ち                                                                               | 代官山NOMAD               | 五十嵐美香(Key)、山内僑子(Vo)                                                                              |
| 40 | 2013年10月14日  | 歩み                                                                                 | 代官山NOMAD               | 寺島優樹(Key)、山内僑子(Vo)                                                                                |
| 41 | 2014年1月25日   | STEP Vol.1                                                                           | 代官山NOMAD               | 寺島優樹(Key)、山内僑子(Vo)                                                                                |
| 42 | 2014年3月 - 7月 | 音楽情報バラエティ お〜でぃえんすV 収録公開ライブ(全5公演)                           | SHIBUYA TAKE OFF 7        | |
| 43 | 2014年9月20日   | STEP Vol.2                                                                           | 代官山NOMAD               | 中原桂代(Str)、山内僑子(Vo)                                                                                |
| 44 | 2014年11月2日   | 私たちの新章                                                                         | 代官山NOMAD               | 中原桂代(Str)、山内僑子(Vo)                                                                                |
| 45 | 2015年5月5日    | 2015年初live                                                                         | 代官山NOMAD               | 中原桂代(Str)、山内僑子(Vo)                                                                                |
| 46 | 2017年5月4日    | START!!                                                                              | 代官山NOMAD               | 雑賀泰行(Per)、青木ゆき(Key)、杉下マサヤ(Gt)、 山内僑子(Vo)                                                |
| 47 | 2017年9月17日   | それぞれの焦点                                                                       | 水道橋Words               | 雑賀泰行(Per)、青木ゆき(Key)、杉下マサヤ(Gt)、 山内僑子(Vo)                                                |
| 48 | 2017年10月20日  | Pulse art museum Vol.3                                                               | 水道橋Words               | 梶有紀子/いでやんけいと/青木ゆき(Key)、 村山遼(Gt)、森靖(Per)、山内僑子(Vo)                                |
| 49 | 2018年4月14日   | 虹色の風景Vol.7                                                                      | 水道橋Words               | 井埜敬人(Dr)、大橋美鈴(Key)、金戸俊悟(Gt)、 山内僑子(Vo)                                                   |
| 50 | 2019年3月20日   | 光の当て方 Vol.17                                                                    | 水道橋Words               | 井埜敬人(Dr)、大橋美鈴(Key)、金戸俊悟(Gt)、 山内僑子(Vo)                                                   |
| 51 | 2019年8月20日   | 水道橋Words 2nd Anniversary ”Good night is coming” 第八夜                            | 水道橋Words               | HARU/モヒカンクリーミィZ/ビタミンZ/ ムラタトモヒロ(Gt)、井埜敬人(Per)、山内僑子(Vo)                        |
| 52 | 2023年2月20日   | Music Planet Super Live 2023                                                         | Zepp Haneda               | |
| 53 | 2023年7月16日   | LuckyFes 2023 DAY2                                                                   | 国営ひたち海浜公園        | |
| 54 | 2023年9月18日   | WILD BUNCH FEST. 2023 DAY3                                                           | 山口きらら博記念公園      | |
| 55 | 2024年8月25日   | WILD BUNCH FEST. 2024 DAY3                                                           | 山口きらら博記念公園      | |
| 56 | 2024年10月13日  | 横浜ジャズプロムナード 2024                                                          | コレットマーレ            | クロノス(オリジナルバンド) guest vocal                                                                     |

### 舞台
- ウエスト・サイド・ストーリー（2006年6月、ヒューマンアカデミー渋谷校） - アイス役
- NANISAMA! 〜新しいハムレットを作る会篇〜（2007年12月21日 - 23日全3公演、新宿シアターサンモール）-ヴァイオラ 役
- BREAD & BUTTER LIVE in 大磯（2010年4月25日、聖ステパノ学園講堂 海の見えるホール） - オープニングナレーション
- マクベス（2012年6月6日 – 10日全8公演、アトリエフォンテーヌ） - 看護婦 役
- waku waku 手相占い（2013年11月23日、テレビ朝日アスク） - ナレーション
- 僕たちの妹（2014年9月15日、映像テクノアカデミア）- ソーラ・グレイリング博士 役
- セブン ストーリーズ（2015年3月20日、新宿シアターサンモール）- 将軍夫人 役（くしゃみ）、女 役（オーディション）
- 創作舞台（2015年10月12日、映像テクノアカデミア） - メイドきらら 役

### イベント
- 2015 KIMONO FASHION FESTIVAL in 東寺（モデル）
- 東京ゲームショウ2015（キャンペーンガール）

### 雑誌
- CUTiE（宝島社）
- Zipper（祥伝社）
- CanCam（小学館）

### テレビ
- 学校へ行こう! TBSテレビ 2005年6月 コーナー出演
- Nスタ TBSテレビ 2013年5月 17日 直アタリ！
- ゴーちゃん。GIRL'S TV テレビ朝日 2013年5月11日 テレビ朝日アスクをもっと知ろう！
- お〜でぃえんすV  テレビ埼玉  2014年9月21日放送回

### ラジオ
- 優妃の胸キュン☆ドットネット第271回 2013年7月28日[8] ゲスト出演
- 音楽バラエティNINJA レディオ湘南FM83.1 2014年5月18日 ゲスト出演
- MUSIC PLANET presents Broom Star Tokyo FM 2023年1月19日[9] ゲスト出演
- KAZUNOのえんぱやRADIO 市川うららFM 2023年8月 - [10] アシスタントパーソナリティ

### 吹き替え
- 古代の宇宙人 決定的証拠を探せ! – ヒストリーチャンネル（KATHLEEN MCGOWAN学者役）